# Ascorhizoctonia
Ascorhizoctonia är ett släkte av svampar. Ascorhizoctonia ingår i familjen Pyronemataceae, ordningen skålsvampar, klassen Pezizomycetes, divisionen sporsäcksvampar och riket svampar.